# Tatsurō Yamashita
Tatsurō Yamashita (山下 達郎, Yamashita Tatsurō) est un chanteur-compositeur et producteur de disques japonais né le 4 février 1953 à Ikebukuro (Tokyo) au Japon. Il est particulièrement connu pour la chanson Christmas Eve, parue sur son album Melodies en 1983. La chanson, vendue à plus de 1,8 million d'exemplaires est considérée comme un standard des chansons de Noël au Japon et se classera dans le top des chansons les plus vendues de cette période durant 35 années consécutives,,,. Cette chanson, qui a été notamment reprise par le groupe américain Pentatonix, remporte le Prix spécial du 45ème Japan Record Award vingt ans après sa sortie.
Yamashita est marié à la chanteuse et compositrice japonaise Mariya Takeuchi pour laquelle il a écrit le tube Plastic Love et avec qui il a une fille.

## Carrière
Influencé par la pop et le rock américain dans son enfance, fasciné par le doo-wop, Yamashita veut devenir musicien. Au collège, il fonde un groupe avec son camarade de classe Susumu Namiki, groupe que rejoindra Kiharuo Wanikawa au lycée. Après le lycée, Yamashita étudie à l'université Meiji mais abandonne ses études avant d'obtenir son diplôme. Il réunit les membres de son ancien groupe amateur et sort un album intitulé Add some music to your day, en 1972. Cet album reprend de nombreuses chansons américaines de différents genres allant du doo-wop au rock psychédélique.
En 1973, Yamashita forme le groupe Sugar Babe avec plusieurs musiciens japonais, dont Taeko Ohnuki et Kunio Muramatsu. Sugar Babe sort son seul et unique album deux ans plus tard, intitulé Songs. En 1976, le groupe est dissout et Tatsurō signe un contrat avec RCA Records qui lancera sa carrière solo avec l'album Circus Town. La même année, il collabore avec le musicien Ginji Ito ainsi qu'avec l'ancien producteur de Sugar Babe, Eiichi Ohtaki, et lance l'album Niagara Triangle Vol. 1 considéré selon MTV comme l'un des albums collaboratif japonais les plus intéressant de cette période. C'est en 1979 que la carrière de Yamashita décolle avec l'album Moonglow. L'année suivante, la chanson Ride on Time atteint le top 3 du classement Oricon, propulsant sa carrière avec l'album éponyme,,.
Si les albums Ride on Time (1980) et For You (1982) deviennent des classiques de la musique pop de l'époque,,, la chanson la plus célèbre de Yamashita reste Christmas Eve, une chanson de Noël apparaissant sur l'album Melodie (1983). Sans être un grand succès lors de sa sortie, elle revient régulièrement au cours des années 1990 dans le top 100 des singles les plus vendus à chaque Noël. Elle fut aussi utilisée de manière iconique dans une publicité pour la Central Japan Railway Company. La chanson s'est vendue à presque deux millions d'exemplaire, celle-ci ressortant à chaque Noël, sous le format de cd en éditions limitées.
En tant qu'artiste soliste, Yamashita sort 17 albums studio, dont cinq albums de reprises, ainsi que deux albums lives, de nombreuses compilations, et plus de quarante singles. Il vend plus de neuf millions d'albums au cours de sa carrière, ce qui en fait l'un des artistes japonais les plus vendeurs,. Yamashita a également écrit la musique de plusieurs films et publicités, et a travaillé pour d'autres artistes comme notamment KinKi Kids. Il est un collaborateur régulier et le producteur de la chanteuse Mariya Takeuchi, qu'il a épousée en 1982.
En 1992 suite à une mauvaise réédition de son album best-of Greatest Hits! Of Tatsuro Yamashita qui contenait d'autre versions de ses chansons que celles validées, Yamashita va intenter un procès à sa maison de disque, BMG. Un accord à l'amiable sera trouvé en 1995 pour une réédition du best-of revue et augmentée.
En tant que musicien, Yamashita s'implique beaucoup dans le monde de musique japonaise, notamment en tant que créateur de sonorités,. Il est connu pour faire lui-même la grande partie de ses chansons : le chant, les arrangements de guitares, les sons électroniques, la percussion et le mixage sonore. Dans les années 80, en plus des sonorités acoustiques, Yamashita s'intéresse aux technologies électroniques et est un promoteur de l'utilisation des synthétiseurs et des boites à rythmes dans les productions pop japonaises.
Il fonde également le groupe Amii's Army avec Minako Yoshida.

## Héritage
La chanteuse de city pop japonaise Junko Ohashi sort en 2009 une reprise de la chanson Ride on Time de Yamashita sur son album de reprises Terra 2.
En 2018, le producteur de musique Dan Tanda sort un EP fanmade de 6 titres, où il mélange la musique de Yamashita avec celle du rappeur MF DOOM. L'EP cumule à plus de 750 000 vues sur YouTube en 2024.

## Discographie

### Albums solo
- Circus Town (1976)
- Spacy (1977)
- It's a Poppin' Time (1978, album live)
- Go Ahead! (1978)
- Moonglow (1979)
- Ride on Time (1980)
- On the Street Corner 1 (1980)
- For You (1982)
- Melodies (1983)
- Big Wave (1984)
- Pocket Music (1986)
- On the Street Corner 2 (1986)
- Boku no Naka no Shounen (1988)
- Joy: Tatsuro Yamashita Live (1989, album live)
- Artisan (1991)
- Season's Greetings (1993)
- Cozy (1998)
- On the Street Corner 3 (1999)
- Sonorite (2005)
- Ray of Hope (2011)
- Softly (2022)

### Albums avec d'autres groupes

#### Avec Sugar Babe
- Songs (1975)

#### Avec Eiichi Ohtaki et Ginji Ito
- Niagara Triangle Vol. 1 (1976)

#### AvecHaruomi Hosonoet Shigeru Suzuki
- Pacific (1978)

## Récompenses
| Japan Record Award | Japan Record Award      | Japan Record Award  |
| ------------------ | ----------------------- | ------------------- |
| Année              | Titre                   | Catégorie           |
| 1980               | Moonglow                | Meilleurs albums    |
| 1981               | On the Street Corner A  | 10 meilleurs albums |
| 1982               | For You                 | 10 meilleurs albums |
| 1983               | Melodies                | 10 meilleurs albums |
| 1986               | Pocket Music            | Excellents albums   |
| 1988               | Boku no Naka no Shounen | Excellents albums   |
| 1991               | Artisan                 | Excellents albums   |
| 1993               | Quiet Life              | Meilleur album      |
| 2003               | Christmas Eve           | Prix spécial        |

| Japan Gold Disc Awards | Japan Gold Disc Awards | Japan Gold Disc Awards |
| ---------------------- | ---------------------- | ---------------------- |
| Année                  | Chanson                | Catégorie              |
| 1994                   | Impressions            | Album Grand-prix       |
| 1998                   | Cozy                   | Albums pop de l'année  |